# Hermann von Stein
Pour les articles homonymes, voir von Stein.
Cet article concerne le général puis ministre allemand. Pour le compositeur américain, voir Herman Stein.
Hermann Christlieb Matthäus Stein, puis von Stein à partir de 1913, né le 13 septembre 1854 à Wedderstedt et mort le 26 mai 1927, est un général prussien, quartier-maître général de l’Oberste Heeresleitung (OHL) en 1914, puis ministre de la Guerre de Prusse de 1916 à 1918.
Ce général allemand a un homonyme au même moment dans l'armée austro-hongroise, le Generalleutnant Hermann Freiherr von Stein, lui aussi officier d'artillerie, qui s'illustre lors de la bataille de Caporetto.

## Début de carrière
Après son Abitur, Stein s'engage au 3e régiment d'artillerie de campagne à Brandebourg comme Fahnenjunker, devenant Sekondeleutnant en 1875. Après son passage à la Kriegsakademie de Berlin en 1886, il est promu premier lieutenant, puis il rejoint le Grand État-Major général (Großer Generalstab) en 1888.
En 1890, il est nommé capitaine au 7e régiment d'artillerie de campagne (de) à Düsseldorf. En 1894, il est affecté de nouveau à l'état-major de la 34e division à Metz. Promu major en 1896, il rejoint le grand état-major général. En 1901, il obtient le commandement du 33e régiment d'artillerie de campagne (1er régiment lorrain) à Metz. En 1902, il a le grade de lieutenant-colonel (Oberstleutnant).
Nommé en 1903 à la tête de la 2e section du département opérations (Aufmarschabteilung) de l'état-major général, il passe en 1905 au grade de colonel, avant d'être nommé en 1910 haut quartier-maître ainsi que membre de la commission d'étude de la Kriegsakademie. En 1912, il passe lieutenant-général (Generalleutnant) et prend le commandement de la 41e division d'infanterie à Deutsch-Eylau. Le 16 juin 1913, il est élevé à la noblesse prussienne héréditaire.

## Première Guerre mondiale
Le 2 août 1914, au début de la mobilisation allemande, il est nommé quartier-maître général (Generalquartiermeister) et responsable de la rédaction du rapport de l'armée allemande. Malgré ses fonctions d'adjoint du général Moltke, il n'intervient presque pas dans la conduite des opérations, s'occupant essentiellement des questions de logistique, sauf dans deux cas : les ordres offensifs donnés à l'aile gauche, ainsi que la décision du 25 août d'envoyer deux corps d'armée sur le front de l'Est, affirmant les Français battus et l'impossibilité pour des unités bavaroises de se battre en Prusse.
À la suite de la mise à l'écart de Moltke et à l'arrivée d'Erich von Falkenhayn qui prend la fonction de quartier-maître général, Stein est mis le 14 septembre 1914 à la tête du 14e corps de réserve (faisant partie de la 7e armée), en position dans les Vosges. Transféré avec son corps d'armée au sein de la 6e armée dans le Nord pendant la course à la mer, ils sont engagés sur le front Cambrai-Albert et avancent jusqu'à la ligne Thiepval-Fricourt (bataille d'Albert). Toujours sur place en 1916, son action lors de la bataille de la Somme lui permet de recevoir la décoration Pour le Mérite le 1er septembre 1916.
Il termine la guerre comme ministre prussien de la Guerre à Berlin, du 29 octobre 1916 au 9 octobre 1918, totalement sous l'influence de Ludendorff.
Il obtient le grade de General der Artillerie le 1er novembre 1916.
Dès le 11 novembre 1916, il confirme par décret la décision de recensement des militaires juifs (Judenzählung).
À l'automne 1918, il attaque le Zentrum dans une note secrète : en conséquence, le nouveau chancelier Max de Bade obtient son remplacement le 9 octobre suivant par le général Heinrich Schëuch.
Stein est mis à la retraite le 17 novembre 1918.